# Tiro (ninfa)
En la mitología griega Tiro (en griego antiguo: Τύρος, Týros) es la ninfa epónima de la ciudad fenicia de Tiro. Los poetas latinos la imaginaron ora como esposa de Agénor, ora como una amada de Heracles. Acaso se trate de una invención tardía literaria.

## Versión de Juan Malalas
Según el cronista griego Juan Malalas, Agénor se marchó a Fenicia y se casó con su esposa Tiro de quien le viene el nombre de la ciudad de Tiro. Ambos tuvieron hijos también epónimos: Cadmo de la Cadmea, Fénix de Fenicia, Siro de Siria, Cílix de Cilicia y Europa de Europa. Se dice que Tauro, rey de Creta, atacó Tiro e incluso llegó a tomar la ciudad y raptó a Europa. Los hijos de Tiro tuvieron que luchar en las fronteras del país y después y dieron sus nombres a sus países correspondientes.  Esta Tiro aparece en otros mitos como Telefasa, descendiente de Libia,  o bien Argíope, hija de Nilo.

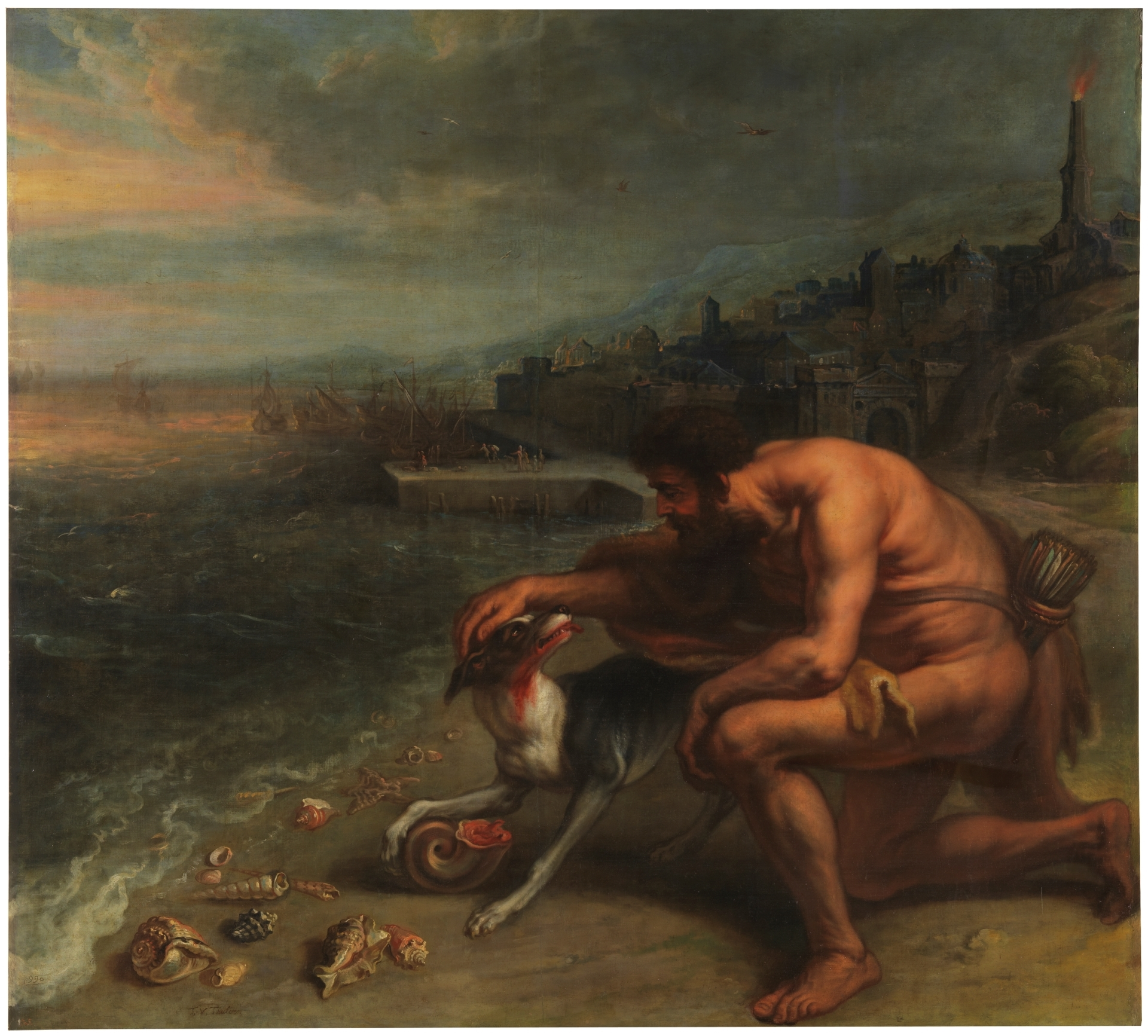
El perro de Hércules descubre el tinte púrpura de Theodoor van Thulden, c. 1636.

## Versión de Julio Pólux
En la versión del lexicógrafo alejandrino Julio Pólux, Tiro es una ninfa fenicia amada por Heracles. Se contaba que un perro se había comido un día una concha de púrpura (murex) y se había acercado a su ama con el hocico teñido. Admirada ante el color, la joven declaró a Heracles que dejaría de amarlo si no le procuraba un vestido del mismo color. Dócil, Heracles, buscó hasta encontralo, el tinte purpúreo, que es la gloria de Tiro.  Sobre la célebre púrpura de Tiro Nono de Panópolis dice que Baco reparó en las telas teñidas con la concha de Tiro, que lanzaban centelleos purpúreos marinos, pues fue allí donde un perro ducho en labores de la mar devoró en la playa al divino pez con fauces gozosas, y manchó de púrpura sus blancos colmillos a causa de la sangre del molusco, enrojeciéndose la boca con aquel licor color de fuego que desde entonces únicamente tiñen de rojo las capas resplandecientes de los emperadores de marina túnica.

## Ver también
- Tiro (mitología)
- Abarbarea de Tiro